# Königsberg-Devau repülőtér
A Königsberg-Devau repülőtér (németül Flughafen Königsberg-Devau, oroszul аэропорт Кёнигсберг-Девау – aeroport kjonigszberg-djevau) 1921 és 1945 között a világ egyik elsőként megnyílt polgári repülőtere, a kelet-poroszországi főváros, Königsberg (ma Kalinyingrád, Oroszország) nemzetközi légikikötője volt. A II. világháború után már csak sportrepülőtérként használt komplexum szerepét az 1950-es évektől a Kalinygrád-Hrabrovo nemzetközi repülőtér (oroszul  Аэропорт Храброво) vette át.

## Fekvése
A repülőtér a Königsberg központjától 1,5 km-re északkeletre található Devau falu, majd később városrész mellett, a városból Labiau (ma Polesszk – Полесск) és Tilsit (ma Szovjetszk – Советск) felé kivezető Labiauer Straße (ma Jurij Gagarin utca – Ул. Юрия Гагарина) mentén található.

## Története
Königsberg 1920-ban megnyílt légikikötője egyike volt a világ első polgári repülőtereinek. A várostól északkeletre fekvő Devau falu mellett található egykori porosz katonai gyakorlóteret már az I. világháború folyamán alakították át repülőtérré. A háborút lezáró 1919-es versailles-i béke értelmében az ún. „lengyel (vagy danzigi) korridor" által a birodalom többi részétől elválasztott Kelet-Poroszország számára stratégiai fontosságúvá vált a polgári légiközlekedés beindítása. Az 1922-23 között Hans Hopp építész tervei szerint a kor dekoratív expresszionista stílusában megépült a repülőtér főépülete, melyet 1924-től már  villamosvonal is kiszolgált. A belföldi Königsberg–Danzig–Berlin járatok elindulása után 1922-ben megindult a Szovjetunió első nemzetközi légiösszeköttetése a Moszkvát Szmolenszken és a litvániai Kaunason át Königsberggel összekötő vonalán, amely 1936-os beszüntetéséig heti kétszer tette meg az akkori körülmények közt szokatlanul hosszúnak számító több mint 1200 km-es távolságot. 1928-tól megindult a légiközlekedés Berlin és Leningrád között Danzig, Königsberg, Riga és Tallinn érintésével. Mindkét járatot a közös szovjet-német Deruluft légitársaság üzemeltette. 1926-tól a Deutsche Luft Hansa (a későbbi Lufthansa) légitársaság is járatokat létesít Königsbergből Danzigon át Berlinbe és Tilsiten át Memelbe, illetve megindul a Berlin-Königsberg éjszakai repülőjárat, mely a világon elsőként kivált egy éjszakai vonat járatot, ebben az esetben a Deutsche Reichsbahn Berlin-Königsberg éjszakai járatát. A II. világháború kitörésével folyamatosan ritkított járatok közül 1944-re már csak a berlini közlekedett. A háborús harcokban súlyosan megrongálódott repülőteret a szovjetek már nem használták a Kalinyingrádra átnevezett, immár szovjet város fő légikikötőjeként. Devau ma sportrepülőtérként szolgál, Kalinyingrád reptere ma a várostól nyugatra, Hrabrovo település mellett üzemel.

## Járatok

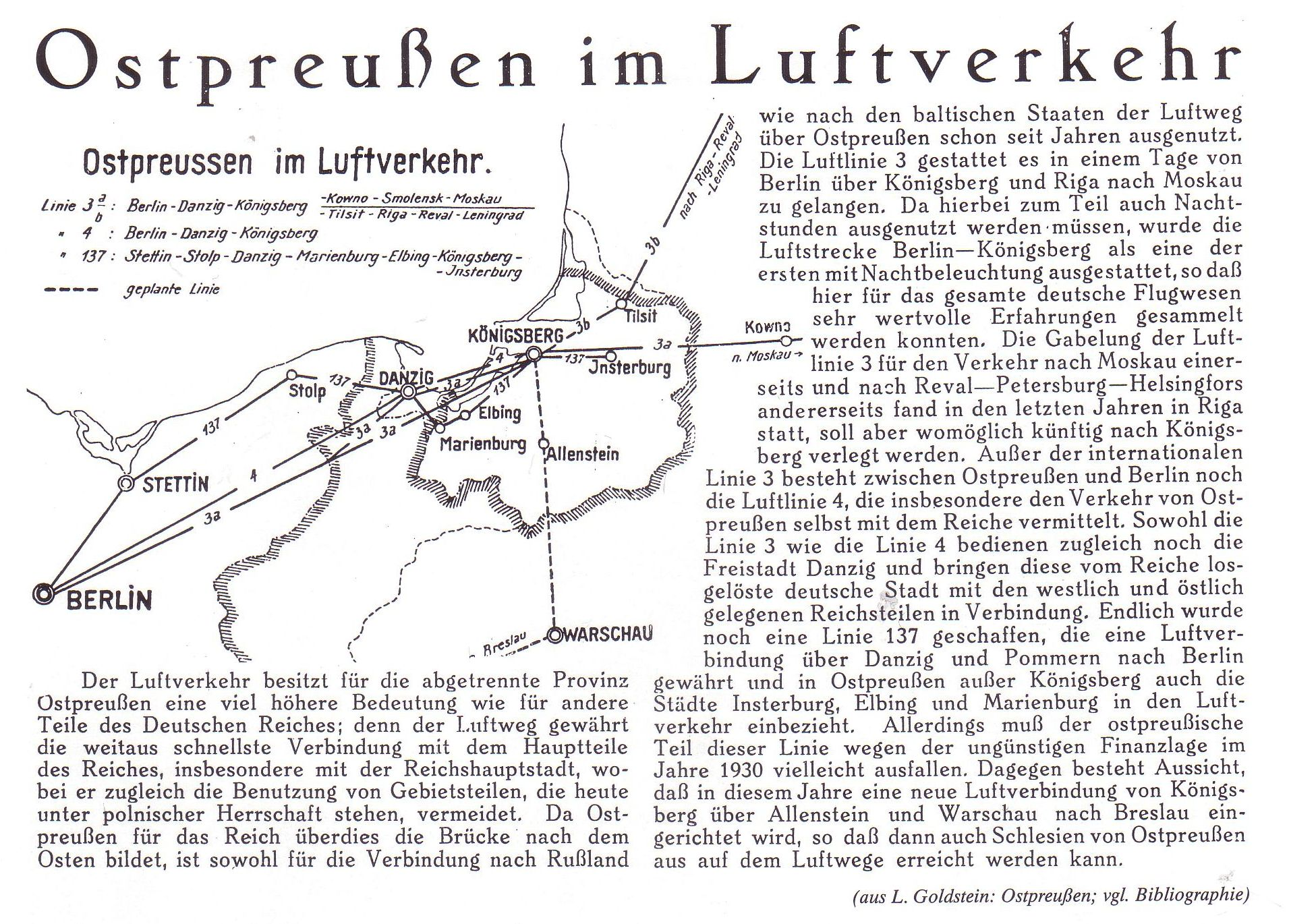
Kelet-Poroszország légiközlekedése 1930-ban

1930-ra Königsberg már Németország belföldi és nemzetközi légiforgalmának keleti kapujaként számos fontos légifolyosó metszéspontjában fekszik:
- 3a vonal: Berlin – Danzig – Königsberg – Kaunas (Kowno) – Szmolenszk – Moszkva
- 3b vonal: Berlin – Danzig – Königsberg – Tilsit – Riga – Tallinn (Reval) – Leningrád
  - 1937/39: Berlin – Danzig – Königsberg – Tilsit – Riga – Tallinn – Helsinki
- 4b vonal: Berlin – Danzig – Königsberg
- 137-es vonal: Berlin – Stolp – Danzig – Marienburg – Elbing – Königsberg – Insterburg

## Fordítás
Ez a szócikk részben vagy egészben  a   Flughafen_Devau című német Wikipédia-szócikk fordításán alapul.  Az eredeti cikk szerkesztőit annak laptörténete sorolja fel. Ez a jelzés csupán a megfogalmazás eredetét és a szerzői jogokat jelzi, nem szolgál a cikkben szereplő információk forrásmegjelöléseként.